# Liste der Baudenkmale in Stäbelow
In der Liste der Baudenkmale in Stäbelow sind alle Baudenkmale der Gemeinde Stäbelow (Landkreis Rostock) und ihrer Ortsteile aufgelistet (Stand 10. Februar 2021).

## Stäbelow
| ID  | Lage                | Bezeichnung            | Beschreibung | Bild                   |
| --- | ------------------- | ---------------------- | --- | ---------------------- |
| 690 | Alte Dorfstraße     | Friedenseiche          | | Friedenseiche          |
| 691 | Hauptstraße (Karte) | Kriegerdenkmal 1914/18 | | Kriegerdenkmal 1914/18 |
| 692 | (Karte)             | Kirche mit Friedhof    | Gotische, einschiffige Dorfkirche aus Backstein auf Feldsteinsockel vom Anfang des 14. Jahrhunderts mit einem niedrig angesetzten Kreuzrippengewölbe und mit gestuften Strebepfeilern; nordseitige kreuzrippengewölbte Sakristei; quadr. Turm mit vier Blendengiebeln und achtseitigen Turmhelm. | Kirche mit Friedhof    |

## Quelle
Denkmalliste des Landkreises Rostock A ‐ Z (Stand: 10. Februar 2021; PDF, 497 KB)